# Jevgenij Ivanov-Barkov
Jevgenij Ivanov-Barkov (russisk: Евгений Алексеевич Ивано́в-Барко́в) (født 4. marts 1892 i Kostroma i det Russiske Kejserrige, død 18. maj 1965 i Moskva i Sovjetunionen) var en sovjetisk filminstruktør og manuskriptforfatter.

## Filmografi
- Iuda (Иуда, 1930)[1][2]